# Resolutie 757 Veiligheidsraad Verenigde Naties
Resolutie 757 van de Veiligheidsraad van de Verenigde Naties werd op 30 mei 1992 aangenomen. Dertien leden stemden voor de resolutie en twee leden, China en Zimbabwe,
onthielden zich.

## Achtergrond
In 1980 overleed de Joegoslavische leider Tito, die decennialang de bindende kracht was geweest tussen de zes deelstaten van het land. Na zijn dood kende het nationalisme een sterke opmars, en in 1991 verklaarden verschillende deelstaten zich onafhankelijk. Hierdoor ontstond een burgeroorlog met minderheden in de deelstaten die tegen onafhankelijkheid waren en met het Volksleger.

## Inhoud

### Waarnemingen
De Veiligheidsraad betreurde dat niet voldaan werd aan de eisen die in resolutie 752 eerder die maand waren gesteld. Ook gingen de gedwongen verhuizingen nog door en dus werd om respect voor de mensenrechten gevraagd. De VN-beschermingsmacht in Sarajevo was onder vuur genomen en de militaire waarnemers in Mostar waren zelfs teruggetrokken.

### Handelingen
Er werd geëist dat het Kroatische leger in Bosnië en Herzegovina alsnog aan resolutie 752 zou voldoen. Het volgende werd voor alle landen ter wereld verboden:
- Invoer uit Joegoslavië.
- Doorvoer van goederen uit of behandeling van schepen en vliegtuigen van Joegoslavië.
- Uitvoer naar Joegoslavië.
- Financiële middelen overmaken aan Joegoslavië.

Alle landen moesten:
- Het landen, opstijgen of overvliegen door Joegoslavische vliegtuigen verbieden.
- Onderhoudswerk aan Joegoslavische vliegtuigen verbieden.
- Diplomatische missies naar Joegoslavië afslanken.
- Joegoslavische sportlui weren uit sportevenementen.
- Wetenschappelijke, technische en culturele samenwerkingen opschorten.

Alle landen werd gevraagd de maatregelen die ze namen te rapporteren aan secretaris-generaal Kofi Annan.
Het comité dat met resolutie 724 was opgericht kreeg de volgende
bijkomende taken in verband met het wapenembargo opgelegd met de resoluties 713 en 727:
- Die rapporten bestuderen.
- Meer informatie bekomen van de landen.
- Informatie over schendingen van het embargo onderzoeken.
- Maatregelen tegen die schendingen voorstellen.
- De richtlijnen in resolutie 724 overwegen en goedkeuren.
- Aanvragen voor humanitaire vluchten behandelen.

Van de betrokkenen in het conflict werd geëist dat ze de levering van hulpgoederen mogelijk zouden maken.

## Verwante resoluties
- Resolutie 749 Veiligheidsraad Verenigde Naties
- Resolutie 752 Veiligheidsraad Verenigde Naties
- Resolutie 758 Veiligheidsraad Verenigde Naties
- Resolutie 760 Veiligheidsraad Verenigde Naties

Lijst ·  726 ·  727 ·  728 ·  729 ·  730 ·  731 ·  732 ·  733 ·  734 ·  735 ·  736 ·  737 ·  738 ·  739 ·  740 ·  741 ·  742 ·  743 ·  744 ·  745 ·  746 ·  747 ·  748 ·  749 ·  750 ·  751 ·  752 ·  753 ·  754 ·  755 ·  756 ·  757 ·  758 ·  759 ·  760 ·  761 ·  762 ·  763 ·  764 ·  765 ·  766 ·  767 ·  768 ·  769 ·  770 ·  771 ·  772 ·  773 ·  774 ·  775 ·  776 ·  777 ·  778 ·  779 ·  780 ·  781 ·  782 ·  783 ·  784 ·  785 ·  786 ·  787 ·  788 ·  789 ·  790 ·  791 ·  792 ·  793 ·  794 ·  795 ·  796 ·  797 ·  798 ·  799